# Edmund Stoiber
Edmund Rüdiger Rudi Stoiber (født 28. september 1941) er en tysk politiker, som i perioden 1993-2007 var ministerpræsident i staten Bayern og desuden formand for CSU 1999-2007.
Edmunds Stoiber var ved Forbundsdagsvalget 2002 kanslerkandidat for CDU/CSU, men tabte valget med en snæver margin til Gerhard Schröders regeringskoalition mellem SPD og Bündnis 90/Die Grünen efter at have været langt foran i meningsmålingerne i det meste af valgkampen. Ved valget i 2005 stillede CDU/CSU med Angela Merkel som kanslerkandidat. 
Udover den politiske karriere er Stoiber med-formand for fodboldklubben FC Bayern Münchens bestyrelse. 